# 斯帕肯基爾 (紐約州)
斯帕肯基爾（英語：Spackenkill）是位於美國紐約州達奇斯縣的普查規定居民點。

## 人口
根據2020年美國人口普查的數據，斯帕肯基爾的面積為4.66平方千米，皆為陸地。當地共有人口4223人，而人口密度為每平方千米906.22人。